# Vzpoura hraček
Vzpoura hraček je československý animovaný (kombinovaný) film režisérky Hermíny Týrlové z roku 1947. Film vznikl ve spolupráci s Ladislavem Zástěrou.

## Děj
Nacistická hlídka prochází večerním městem. Za oknem loutkářské dílny zahlédne loutkáře, který vytváří posměšnou loutku Adolfa Hitlera. Při namátkové šťáře se rozhodne zakročit proti majiteli loutkové dílny. Loutkář uprchne. V průběhu kontroly se postupně probouzejí jednotlivé loutky, které se rozhodnou pro odvetu.

## Přijetí
Snímek Vzpoura hraček vznikl v tvůrčí skupině Zlínského filmového studia, kde v roce 1942 začala Hermína Týrlová působit jako hlavní animátorka. Ve filmu byly použity loutky v kombinaci s živými herci. Hlavní roli německého oficíra vytvořil rakouský herec Eduard Linkers. Snímek získal řadu festivalových ocenění (Cena za nejlepší režii na festivalu v Benátkách, Cena za nejlepší loutkový film na Mezinárodním festivalu filmu a výtvarnictví v Bruselu).

## Obsazení
| Eduard Linkers    | SS sturmann                  |
| Jindřich Láznička | řezbářský mistr Josef Hoblík |

## Autorský tým
- Námět: Emanuel Kaněra, Hermína Týrlová
- Režie: Hermína Týrlová, František Sádek (hraná část)
- Produkce, vedoucí výroby: Jaroslav Novotný
- Hudba: Julius Kalaš
- Výroba: Československá filmová společnost, Krátký film Zlín

## Zajímavosti
- Některé loutky ve filmu byly zakoupeny v hračkářství, odpovídají tedy podobě hraček své doby.
- Snímek byl v květnu 2005 znovu uveden do kin v pásmu Vzpomínky a zapomínání společně s filmem Zlopověstné dítě režisérky Lucie Králové.